# Silene corylina
Silene corylina är en nejlikväxtart som beskrevs av D.F. Chamberlain och S. Collenette. Silene corylina ingår i släktet glimmar, och familjen nejlikväxter. Inga underarter finns listade i Catalogue of Life.